# Sabri Jaballah
Sabri Ben Abdelaziz Jaballah (arab. ‏صبري جبالله‎; ur. 28 czerwca 1973) – tunezyjski piłkarz występujący na pozycji obrońcy.

## Kariera klubowa
Sabri Jaballah zawodową karierę rozpoczynał w 1995 roku w AS Marsa. W 1996 roku przeszedł do Club Africain Tunis, w którym grał do 2001 roku. Z klubem z Tunisu zdobył puchar Tunezji 1998 i Puchar Zdobywców Pucharów Afryki 1999. Następny sezon spędził w CS Sfaxien, po czym wrócił do AS Marsa. Karierę zakończył w 2005 roku w klubie EOG Kram.

## Kariera reprezentacyjna
W reprezentacji Tunezji Sabri Jaballah zadebiutował w 1995 roku. W następnym roku uczestniczył w Pucharze Narodów Afryki. Uczestniczył w tej imprezie także dwa lata później. Największy sukces osiągnął w tej imprezie w 1996 roku w Południowej Afryce, gdzie Tunezja przegrała dopiero w finale z gospodarzami imprezy. W 1996 wystąpił na Igrzyskach Olimpijskich w Atlancie, gdzie wystąpił w spotkaniu grupowym z USA.
W 1998 Sabri Jaballah wystąpił na Mistrzostwach Świata, na których zespół prowadzony przez Henryka Kasperczaka nie wyszedł z grupy i odpadł z turnieju. Na imprezie tej Sabri Jaballah był rezerwowym i nie zagrał w żadnym spotkaniu. Uczestniczył w eliminacjach Mistrzostw Świata 2002, jednak na finały już nie pojechał.